# Junior Bonner
Junior Bonner es un filme estadounidense de 1972, del género wéstern, dirigido por Sam Peckinpah y protagonizado por Steve McQueen, Robert Preston, Ida Lupino, Ben Johnson y Joe Don Baker.
Es una de las películas menos conocidas de Peckinpah, pero también una de las que mejores críticas cosechó.

## Argumento
Junior 'JR' Bonner (Steve McQueen) un hombre que se dedica al rodeo profesional, vuelve a su pueblo natal de Arizona para despedirse del mundo del rodeo, con una última actuación, delante de los suyos. También tratará de hacer las paces y arreglar las cosas con su familia, a la que abandonó años atrás. Pero las cosas no serán fáciles con su padre, Ace Bonner (Robert Preston) un hombre que tiene problemas con la bebida...

## Reparto
- Steve McQueen: Junior 'JR' Bonner
- Robert Preston: Ace Bonner
- Ida Lupino: Elvira Bonner
- Ben Johnson: Buck Roan
- Joe Don Baker: Curly Bonner
- Barbara Leigh: Charmagne
- Mary Murphy: Ruth Bonner
- Bill McKinney: Red Terwiliger
- Dub Taylor: Del
- Sandra Deel: Enfermera Arlis
- Don 'Red' Barry: Homer Rutledge
- Charles H. Gray: Burt
- Matthew Peckinpah: Tim Bonner
- Sundown Spencer: Nick Bonner
- Rita Garrison: Flashie